# Osmylus multiguttatus
Osmylus multiguttatus is een insect uit de familie watergaasvliegen (Osmylidae), die tot de orde netvleugeligen (Neuroptera) behoort. 
Osmylus multiguttatus is voor het eerst wetenschappelijk beschreven door McLachlan in 1870. De soort komt voor in Turkije en Oekraïne.